# Sorpesee
De Sorpesee is een stuwmeer in de Duitse deelstaat Noordrijn-Westfalen (Hochsauerlandkreis), ontstaan door de bouw van een stuwdam in de periode 1926-35. Het stuwmeer ligt ten zuiden van de plaats Menden, in het noorden van Natuurpark Homert.
Het meer is gevormd na de bouw van een stuwdam. De bouw hiervan duurde van 1926 tot 1935. De Sorpedam houdt het water tegen door zijn eigen gewicht. Voor de bouw van de gewichtsdam was ruim 300.000 ton materiaal noodzakelijk, naast materiaal dat lokaal aanwezig was. Voor de aanvoer van dit materiaal waren de spoorwegen onmisbaar. De kern bestaat uit een waterdichte betonstructuur.  
De dam is 700 meter lang, aan de top 10 meter breed, maar aan de basis is dit 307 meter. De dam is 69 meter hoog gerekend vanaf de basis van de fundering. Er is een overlaat aanwezig aan de rechterzijde van de dam. Een 100 meter lang muur scheidt het water in het meer van het afvoerkanaal. Bij een waterstand van meer dan 283,03 meter boven zeeniveau vloeit water via de overlaat weg.
Het vullen van het stuwmeer duurde drie jaar. Om de efficiëntie te verbeteren werd het stroomgebied vergroot door water uit naburige valleien om te leiden naar de rivier en het meer. Het stroomgebied verdubbelde van 53 km² naar 100,3 km². Na een kleine aanpassing kreeg het meer in 1963 een capaciteit van 70 miljoen m³. 
De belangrijkste reden voor de aanleg van de dam was de waterregulering, maar er is ook een kleine waterkrachtcentrale aan de voet van de dam. In de centrale staat twee Francisturbines en een Kaplanturbine met een totaal vermogen van 7,4 megawatt. Per jaar wordt er gemiddeld zo’n 11,5 gigawattuur aan elektriciteit opgewekt. De turbines kunnen ook gebruikt worden als pomp waarmee water van het benedenbassin terug omhoog kan worden gepompt. 
In 1943 was de Sorpedam doelwit van een aanval van de geallieerden onder de naam Operatie Chastise. De dam hield wel stand. Op 15 oktober 1944 volgde een nieuwe Britse aanval met Lancaster bommenwerpers. De tien Tallboy bommen richtten echter weinig schade aan en ook deze aanval kan als mislukt worden beschouwd. 
In 1958 was het stuwmeer geleegd voor reparatiewerkzaamheden. Bouwvakkers ontdekten een blindganger. Op 6 januari 1959 werd Langscheid volledig geëvacueerd en de bom onschadelijk gemaakt. 
Het meer heeft een belangrijke toeristische bestemming. Op het meer wordt gezeild en langs de oevers van het meer zijn fiets- en wandelpaden. 